# ليزو (مغنية)
ميليسا فيفيان جيفرسون (من مواليد 27 أبريل 1988) والمعروفة باسم ليزو (بالإنجليزية: Lizzo) مغنية وممثلة أمريكية. ولدت في ديترويت ، ميشيغان ، وانتقلت لاحقًا إلى هيوستن ، تكساس ، حيث بدأت في أداء الموسيقى محليًا. قبل توقيعها مع شركة Atlantic Records ، أصدرت ألبومين استديوين - Lizzobangers 2013 و Big Grrrl Small World في عام 2015. وأصدرت لاحقًا أول مسرحية لها ذات التسمية الرئيسية الموسعة ، Coconut Oil ، في عام 2016. 

## روابط خارجية
- لايزو على موقع IMDb (الإنجليزية)
- لايزو على موقع ميتاكريتيك (الإنجليزية)
- لايزو على موقع روتن توميتوز (الإنجليزية)
- لايزو على موقع ألو سيني (الفرنسية)
- لايزو على موقع ميوزك برينز (الإنجليزية)
- لايزو على موقع أول ميوزيك (الإنجليزية)
- لايزو على موقع ديسكوغز (الإنجليزية)
- لايزو على موقع ديسكوغز (الإنجليزية)
- لايزو على موقع قاعدة بيانات الفيلم (الإنجليزية)